# Камиятё (станция)
Станция Камиятё (яп. 神谷町駅 камиятё: эки) — железнодорожная станция на линии Хибия расположенная в специальном районе Минато, Токио. Станция обозначена номером H-05. На станции установлены автоматические платформенные ворота.

## История
- 25 марта, 1964 Открытие станции.
- 27 января, 1968 Возгорание состава на станции.
- 20 марта, 1995 Зариновая атака в токийском метро.

## Планировка станции
Две платформы бокового типа и два пути.
| 1 | ○ Линия Хибия | Эбису ・ Нака-Мэгуро ・(Линия Тоёко) Хиёси ・ Кикуна            |
| 2 | ○ Линия Хибия | Гиндза ・ Уэно ・ Кита-Сэндзю ・(Линия Исэсаки) Тобу-Добуцукоэн |

## Автобусы
- Камиятё эки маэ (яп. 神谷町駅前) - автобусная остановка
  - Toei Bus
    - <渋88>Сибуя эки маэ - Роппонги эки маэ - Камиятё эки маэ - Телевизионная башня Токио (вход) - Тораномон - Симбаси эки маэ
    - <橋86>Мэгуро эки маэ - Адзабу-Дзюбан эки маэ - Акабанэбаси эки маэ - Камиятё эки маэ - Телевизионная башня Токио (вход) - Симбаси эки маэ
    - <浜95甲>Гараж Синагава -> Восточный выход станции Синагава -> Хамамацутё эки маэ -> Даймон эки маэ -> Камиятё эки маэ -> Телевизионная башня Токио (вход) -> Телевизионная башня Токио

## Близлежащие станции
| «                  |                    | Линия              |                       | »                     |
| Линия Хибия (H-05) | Линия Хибия (H-05) | Линия Хибия (H-05) | Линия Хибия (H-05)    | Линия Хибия (H-05)    |
| ------------------ | ------------------ | ------------------ | --------------------- | --------------------- |
| Роппонги (H-04)    | Роппонги (H-04)    | -                  | Тораномон Хилз (H-06) | Тораномон Хилз (H-06) |